# البوذية في جزر المالديف
البوذية في جزر المالديف كانت البوذية هي الدين السائد في جزر المالديف حتى القرن الثاني عشر الميلادي. لكن ليس من الواضح كيف تم إدخال البوذية إلى الجزر، حتى انتشر الإسلام على يد أبي بركات البربري.

## الآثار

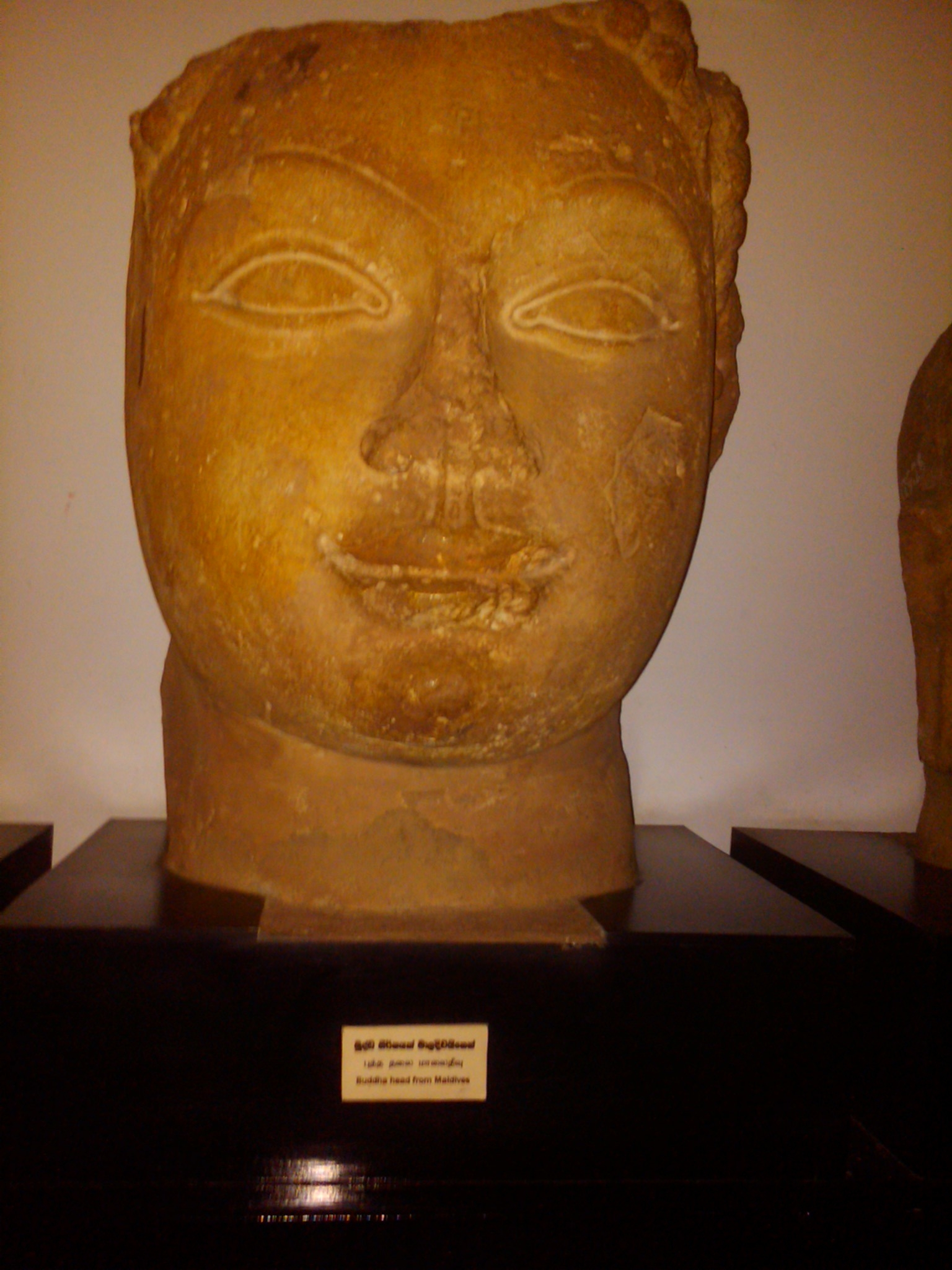
تمثال بوذي تاريخي من جزر المالديف، عُروض في متحف سريلانكا الوطني في كولومبو عام 2011.

بدأ الاهتمام الغربي بالبقايا الأثرية للثقافات المبكرة في جزر المالديف من قبل المفوض البريطاني للخدمة المدنية في سيلان هنري شارلز بورفيز بيل. كان بيل قد تحكمت سفينته في الجزر في عام 1879، وعاد عدة مرات للتحقيق في الآثار البوذية القديمة. قام بدراست التلال القديمة، وبالأخص قام بدراسة هافيتا ويشير هذا المصطلح إلى الأبراج البوذية القديمة في جزر المالديف، والتي توجد في العديد من الجزر المرجانية.
على الرغم من أن بيل ادعى أن المالديفيين القدماء اتبعوا بوذية ثيرافادا بالطريقة نفسها التي يتبعها الشعب السنهالي من سريلانكا المجاورة، إلا أن البقايا الأثرية البوذية المالديفية التي تم حفظها في متحف ماليهالعاصمة، تشير أن البوذية المنتشرة في الجزر هي الماهايانا والفاجرايانا.
وفقًا لأسطورة من الفولكلور المالديفي، دخل أمير يدعى كيمالا من الهند أو سريلانكا إلى جزر المالديف من الشمال وأصبح أول ملوك سلالة ثيموغ. قبل ذلك استقر في المالديف أشخاص من أصل درافيدي قدموا من أقرب السواحل المالديفية، مثل المجموعة المعروفة اليوم باسم كافو آتول الذين يدعون أنهم السلف الاحق من التاميل القدماء. من غير المرجح أن سكان جزيرة جيرافارو كانوا المستوطنين الأوائل في جزر المالديف. الأهمية التي أعطيت لهم كانت لأنهم مذكورون في الأسطورة حول تأسيس العاصمة والحكم الملكوي في ماليه. كان شعب جيرافارو مجرد واحد من مجتمعات الجزر التي سبقت البوذية ووصول سلالة ملكي الشمالية، وإنشاء المؤسسات السياسية والإدارية المركزية.
روّج ملوك المالديف القدماء للبوذية، وكانت أول الكتابات المالديفية والإنجازاتهم الفنية، على شكل منحوتات معمارية ومباني عالية التطور في تلك الفترة من الزمن. تم ذكر التحول إلى الإسلام في المراسيم القديمة المكتوبة بلوحات نحاسية من نهاية القرن الثاني عشر الميلادي. هناك أيضا أسطورة معروفة محليًا عن قديس أجنبي (فارسي أو مغربي وفقا للنسخ) الذي أخضع الشيطان المعروف عند المالديفيين باسم راناماري.
على مر القرون أصبحت الجزر ممرًا مائيًا، وتأثر نموها من قبل البحارة والتجار من دول بحر العرب وخليج البنغال حتى وقت قريب نسبيًا، وتأثرة الجزر كثيرًا من قرصنة مابيلا القادمة من ساحل مليبار.

## تدمير المنحوتات البوذية عام 2012
في شهر شباط 2012 اقتحمت مجموعة من المتطرفين الإسلاميين المتحف الوطني في ماليه، وهاجموا مجموعة من المنحوتات التي سبقت الإسلام، فدمرواوألحقوا أضرارًا شديدة بالمجموعة بأكملها تقريبًا، وهي عبارة عن ثلاثين منحوتة بوذية يرجع تاريخها إلى الفترة من القرن السادس إلى القرن الثاني عشر. أشار موظفو المتحف إلى أنه نظرًا لأن التماثيل المصنوعة من المرجان الهش أو الحجر الجيري هشة للغاية، فسيكون من المستحيل إصلاح معظمها، وكان هناك قطعتان أو ثلاث فقط في حالة قابلة للإصلاح.